# Caricea postifolifera
Caricea postifolifera är en tvåvingeart som beskrevs av Feng och Xue 1997. Caricea postifolifera ingår i släktet Caricea och familjen husflugor. Inga underarter finns listade i Catalogue of Life.